# キャロル・キング
キャロル・キング（Carole King、1942年2月9日 - ）は、アメリカ合衆国のシンガーソングライター。
1958年に16歳でデビューし、1960年代初頭からは夫ジェリー・ゴフィンとの夫婦による作曲コンビでヒット曲を連発した。1970年代のシンガーソングライター・ブームの代表的な女性歌手となった。
1960年代に作られた初期の曲は20曲以上チャートインされ、その多くがスタンダード曲として世界中の多くの歌手に歌われている。キング自身がパフォーマーとして成功したのは1970年代になってからであり、ピアノを弾きながら一連のアルバムやコンサートで自作曲を歌った。デビュー・アルバム『ライター』で商業的な失敗を経験した後、1972年にアルバム『つづれおり』をリリース。『つづれおり』でブレークスルーを記録した。
キングは25枚のソロ・アルバムを作成し、最も成功したのは『つづれおり』であり、20年以上にわたってほとんどの週で女性アーティストによる1位の記録を保持した。彼女のレコード販売数は世界中で7,500万枚を超えると推定されている。
キングはグラミー賞を4回受賞しており、ソングライターの殿堂 (Songwriters Hall of Fame) 入りおよびロックンロールの殿堂入りを果たした。また2013年度のアメリカ議会図書館によるポピュラーソングのためのガーシュウィン賞を受賞した。
また、2015年に「ケネディ・センター名誉賞」も受賞している。民主党の熱心な支持者である。

## 経歴

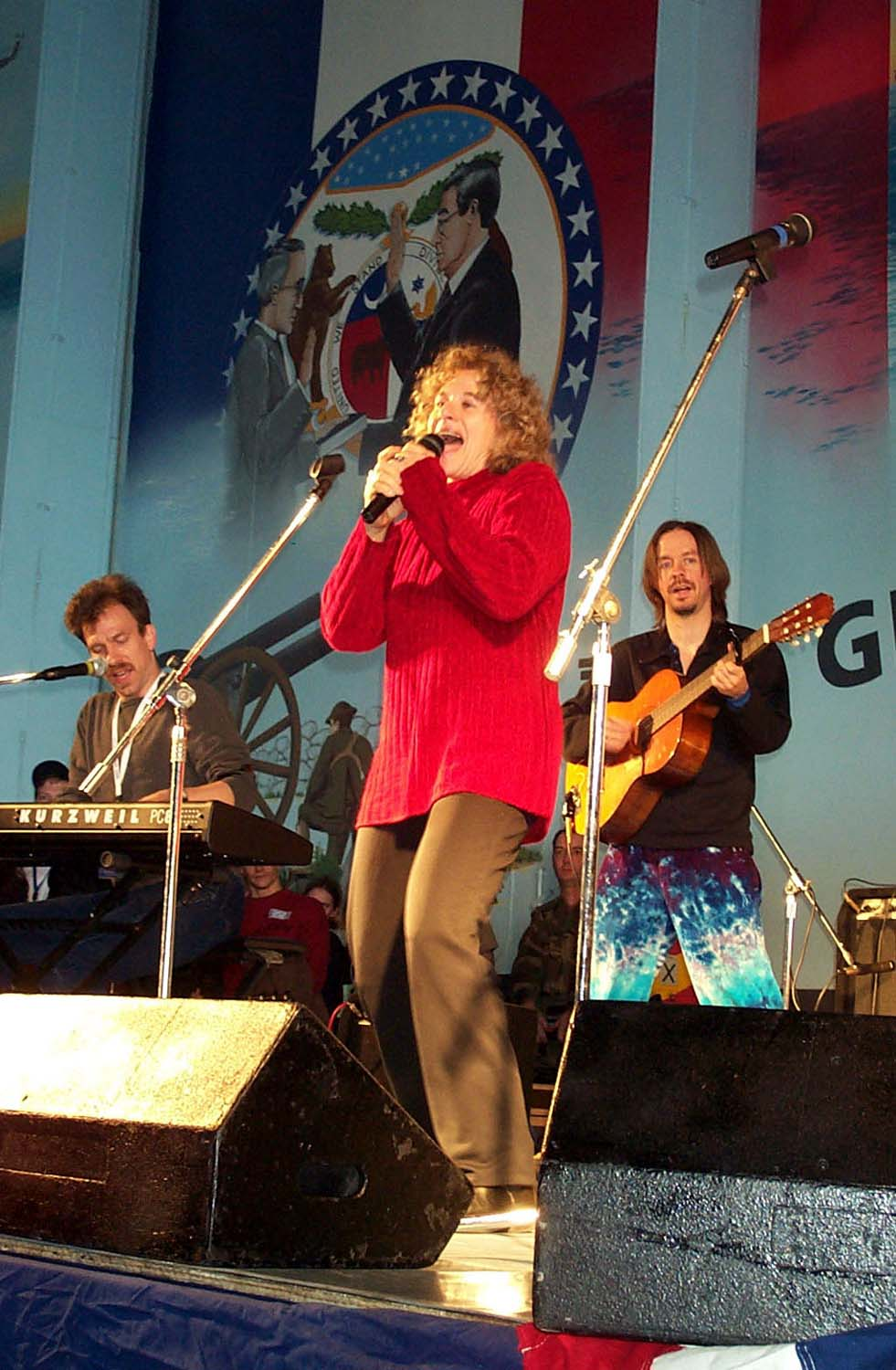
空母ハリー・S・トルーマン艦内でのライブ (2000年12月)

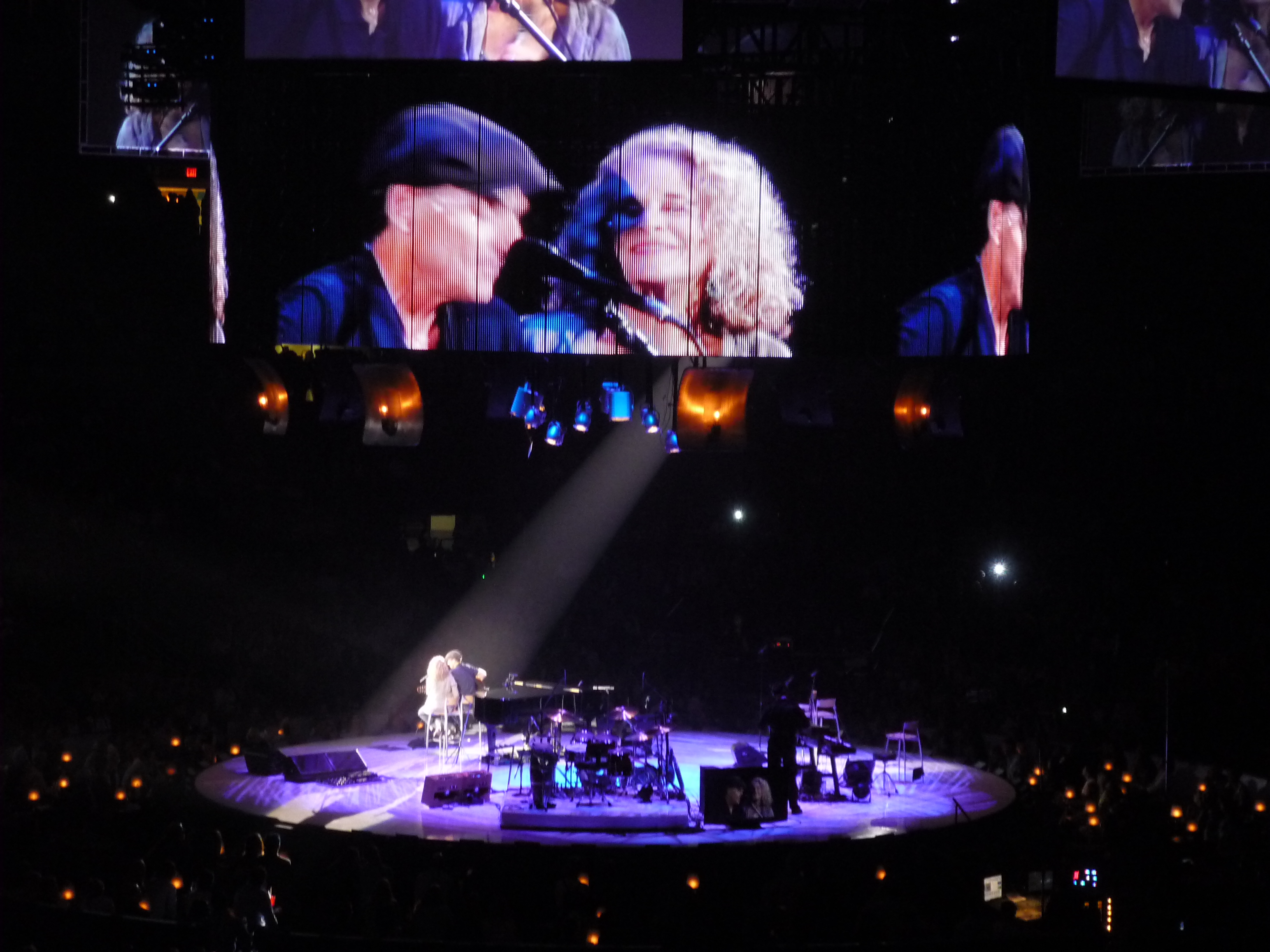
NY公演にてジェームス・テイラーと共演 (2010年6月)

### 概要
本名キャロル・クライン（Carol Joan Klein）。ニューヨーク市ブルックリンのユダヤ人家庭に生まれた。1958年に歌手デビュー。1人目の夫、ジェリー・ゴフィンとの間に生まれた長女のルイーズ・ゴフィンも、シンガーソングライターとして活動している。2番目の夫はベーシストのチャールズ・ラーキー。1977年には3人目の夫となるリック・エヴァーズと結婚したが、翌年リックの麻薬禍により死別している。

### 生い立ちと教育
キングは、1942年2月9日、ニューヨーク市マンハッタンでユダヤ人家庭にキャロル・クラインとして生まれた。彼女の母親、ユージニア（旧姓カマー）は教師であり、父親のシドニー・N.クラインはニューヨーク市消防局の消防士だった。化学を専攻したシドニーと英語と演劇を専攻したユージニアは、1936年にブルックリン・カレッジの学生時代にエレベーターで出会った:10。
彼らは大恐慌の終盤の1937年に結婚した:10。ユージニアは大学を中退して世帯を切り盛りし、シドニーも大学を辞めてラジオアナウンサーとして短時間就職した:10。経済的に苦しい中、シドニーはより安定した職業としてニューヨークで消防士となった:10。キングが生まれた後も彼らはブルックリンに残り、最終的に彼らは収入のために二階を貸すことができる小さな二階建ての二世帯住宅を買うことができた。
ユージニアは子供の頃にピアノを弾く方法を学び、ピアノを買ってから練習することもあった。キャロルは約3歳の頃から音楽に飽くなき好奇心を持っていたため、母親は非常に基本的なピアノの弾き方を教え始めたが、キャロルに実際的なレッスンは行わなかった。:14
両親はキャロルが4歳のときに音を聞くだけで音符に正確に名前を付けることができる絶対音感の持ち主であることに気が付いた:14。シドニーは訪問してきた友人に娘の特技を披露して楽しんだ：「私の父の笑顔は非常に広く、顔の下半分を包み込んでいた。父を幸せにし、音を正しくあてて楽しんだ。」:15。
キャロルの母親は、キャロルが4歳のときに本格的な音楽レッスンを始めた:16。キャロルはスツールに登り、電話帳に座ってさらに高い所に座った。キャロルは母親と一緒に座って楽譜の読み方や適切な音符のタイミングの取り方など、音楽理論と初歩的なピアノ技術を教わった。キングはできるだけ多くを学びたかった：「母は私に練習を強要したことはありません。彼女はする必要はありませんでした。ラジオから流れ出た人気曲をマスターしたかったのです。」:16
キャロルは4歳の時に幼稚園に通い始めたが、言葉と数字の並外れた資質を持っていたので、直接2年生に昇級した:16。1950年代、彼女はジェームズ・マディソン高校に通った。キングはCo-Sinesと呼ばれるバンドを結成し、Carol KleinからCarole Kingに改名し、1セッション25ドルで友人のポール・サイモンとデモレコードを作成した。 彼女の最初の公式録音は、1958年にABCパラマウントからリリースされたプロモーションシングル"The Right Girl"で、自身が書いた曲をドン・コスタの編曲で歌った。しかしながら、その後ABCやRCAなどに残した4作のシングルは何れも失敗に終わり、一旦歌手としてのキャリアは頓挫することとなった。
キングはクイーンズカレッジに通学し、そこでソングライターとしてのパートナーとなるジェリー・ゴフィンと出会った。二人はキングが最初の娘ルイーズを妊娠した後で、キングが17歳の時に1959年8月、ロングアイランドでのユダヤ教の式典に則って結婚した。 二人は大学を辞め、昼間の仕事に就き、ゴフィンは化学助手、キングは秘書として働いていた。夜には二人で一緒に曲を書いた。
高校時代にキングとデートしていたニール・セダカは、1959年に「おお!キャロル」でヒットを飛ばした。ゴフィンはこの曲の替え歌として遊び心のあるアンサーソング"Oh！Neil"を書いた。キングはその年にシングルとして録音してリリースした。B面には、ゴフィンーキング作の"A Very Special Boy"が収録されていた。 このシングルは成功しなかった。黒人のガールズ・グループによる初のナンバー1ヒットとなるシュレルズのビルボード・ホット100でのナンバー1ヒット「ウィル・ユー・ラヴ・ミー・トゥモロー」を書いた後、ゴフィンとキングは、日中の仕事を辞めて曲作りに専念した。「ウィル・ユー・ラヴ・ミー・トゥモロー」はスタンダードナンバーとなった。

### 1960年代
60年代には、キングが作曲しゴフィンが作詞をする形で、2人はさまざまなアーティストのために後々まで歌い継がれている数々の作品を書いた。キングとゴフィンは、ドン・キルシュナーのディメンション・レコードの作曲チームでもあり、「チェインズ」（後にビートルズが録音）、夫妻のベビーシッターであるリトル・エヴァの「ロコモーション」、キングの最初のヒットとなる自身が1962年にレコーディングした「イット・マイト・アズ・ウェル・レイン・アンティル・セプテンバー」などを含む曲を生み出した。この曲は全米チャート22位、全英シングルチャート3位を記録している。「…セプテンバー」をきっかけに何曲かのフォローアップシングルをレコーディングしたが、どれもあまり売れず、すでに散発的なレコーディング・キャリアは1966年までに完全に放棄された。
キングの初期の時代（1967年まで）のその他の曲にとしては、"Half Way To Paradise"［トニー・オーランド、イギリスではビリー・フューリーによってレコーディングされた］、ボビー・ヴィーの「浮気なあの娘 (Take Good Care of My Baby)」、ドリフターズの「アップ・オン・ザ・ルーフ (Up on the Roof)」、アール＝ジーンの"I'm into Something Good"（後にハーマンズ・ハーミッツが録音）、シフォンズの「ワン・ファイン・デイ」、モンキーズの「プレザント・バレー・サンディ」（ニュージャージー州ウェストオレンジ郊外への移転に触発された） 
そして、アレサ・フランクリンの「ナチュラル・ウーマン」が含まれている。二人はダスティ・スプリングフィールドによってレコーディングされた「ゴーイン・バック」や「サム・オヴ・ユア・ラヴィン」なども書いている。1960年から1963年にかけての3年間で、2人は延べ20曲あまりの全米トップ40ヒットを世に送り出している。
1968年までにゴフィンとキングは離婚し、接触しなくなっていた。キングは2人の娘と一緒にロサンゼルスのローレル・キャニオンに移り、将来の夫であるベースのチャールズ・ラーキー、ギターとボーカルのダニー・コーチマー、およびピアノとボーカルのキングで構成される音楽トリオ"ザ・シティ"を結成してレコーディングキャリアを再開した。ザ・シティは1968年に1枚のアルバム『夢語り』を製作したが、キングがライブ演奏を嫌がった影響で売り上げは伸びなかった。配給業者が変わったことによりアルバムはすぐに廃盤となり、グループは1969年に解散した。このアルバムは1980年代初頭にクラシック・ロックのラジオ局によって再発見され、シングルカットされた「スノークイーン」は数年間たまに放送された。クリーブランドのWMMSは、1981年から1985年まで数週間ごとに演奏し、絶版のLPは、音楽のエッジの効いたサウンドが好きなキャロル・キングのファンに求められた。

### 1970年代 - つづれおり
1970年代に入ってからはシンガーソングライターとしての活動に本腰を入れ、1970年にアルバム『ライター』で再びソロ・デビュー。翌1971年のソロ・アルバム『つづれおり』（Tapestry）は、全米アルバムチャートで15週連続1位、その後も302週連続でトップ100に留まるロングセラーとなり、グラミー賞でも4部門制覇、現在まで約2200万枚を売り上げている。先行シングル「イッツ・トゥー・レイト」は、全米シングルチャートで5週連続1位、年間チャートでは第3位を記録。ジェームス・テイラーが、収録曲「きみの友だち」をカバーし、シングルチャート1位を獲得している。その後も、アルバム『ミュージック』『喜びにつつまれて』、シングル「ジャズマン」など、順調にヒットを連発。1970年代前半から中期を代表するヒットメーカーの一人となり、2つの年代にわたって天下を取った。
また、『つづれおり』が大ヒット中の1972年には、五輪真弓のデビュー・アルバム『少女』の制作をサポート。その後、1974年までの3年間、五輪のアルバム3作品を手掛けたことでも知られている。
ローレル・キャニオンにいる間に、キングはジェームス・テイラーとジョニ・ミッチェル、そしてトニ・スターンと知り合った。キングは1970年にルー・アドラーのオード・レーベル向けにテイラーのアコースティックギター演奏とバックボーカルを提供の受けた最初のソロアルバム『ライター』を製作した。このアルバムはビルボードトップ200で84位に達した。同年、キングはB.B.キングのアルバム『インディアノーラ・ミシシッピ・シーズ』でキーボードを演奏した。
キングは『ライター』に続いて1971年に「ウィル・ユー・ラヴ・ミー・トゥモロー」と、再解釈した「ナチュラル・ウーマン」、それに新曲を収録した『つづれおり』をリリースした。アルバムは、テイラーの『マッド・スライド・スリム』と同時期に録音され、キング、ダニー・コーチマー、ジョニ・ミッチェルを含むミュージシャンのセットが重複していた。どちらのアルバムにも「君の友だち」が収録されており、これはテイラーにとってナンバーワンのヒットとなった。キングは1972年のインタビューで、「ジェームズや、特に誰かを思い浮かべて書いたわけではないの。だけど、ジェームズはこの曲を聞いて本当に気に入って、録音したがったの」と述べている。
『つづれおり』はあっという間に成功した。「イッツ・トゥー・レイト」のビルボード・ホット100の1位を含む多数のヒットシングルで、『つづれおり』は15週連続で1位の座を維持し、ほぼ6年間チャートに残り、世界中で2500万部以上を売り上げた。 このアルバムは、アルバム・オブ・ザ・イヤー、女性のベスト・ポップ・ボーカル・パフォーマンス、レコード・オブ・ザ・イヤー（トニ・スターンの作詞による「イッツ・トゥー・レイト」）、キングが初の女性受賞者となる「君の友だち」に対するソング・オブ・ザ・イヤーの4つのグラミー賞を獲得した。このアルバムは『ローリング・ストーン』の「史上最高の500アルバム」に36番で掲載された。 さらに、「イッツ・トゥー・レイト」は、ローリング・ストーンが選ぶオールタイム・グレイテスト・ソング500の469番となった。
1971年12月にアルバム『ミュージック』がリリースされ、1971年12月9日にゴールド認定された。初登場8位でトップ10に入り、『つづれおり』と『ミュージック』が同時にトップ10入りした最初の週となった。翌週には3位に上昇し、1972年1月1日に1位となり、3週間1位にとどまった。このアルバムはさらにトップ10ヒット「スウィート・シーズンズ」（米国9位、アダルト・コンテンポラリー2位）を生み出した。『ミュージック』は44週間ビルボードのポップアルバムチャートに残り、最終的にプラチナに認定された。
『喜びは悲しみの後に』(1972)と『ファンタジー』(1973)が後に続き、それぞれがゴールド認定を取得した。『喜びは悲しみの後に』はさらなるヒット「なつかしきカナン」（米国24位、アダルト・コンテンポラリー1位）を生み出し、『ファンタジー』は2つのヒット「ビリーヴ・イン・ヒューマニティ」（米国28位）と「コラゾン」（米国37位、アダルト・コンテンポラリー5位）、ホット100でチャートインした別の曲「ユー・ライト・アップ・マイ・ライフ」（米国67位、アダルト・コンテンポラリー6位）を生み出した。
1973年、キングはニューヨーク市のセントラル・パークで10万人が参加した無料コンサートを行った。
1974年9月、キングはアルバム『喜びにつつまれて』をリリースした。このアルバムは1974年10月16日にゴールド認定され、1974年10月19日に7位でトップ10に入った。2週間後には1位となり、1週間だけその地位に留まった。『喜びにつつまれて』からは2曲のヒットが生まれた。シングル「ジャズマン」は11月9日に2位となったが、翌週にはトップ10から脱落した。12月17日のシングル「ナイチンゲール」は、1975年3月1日に9位となった。
1975年、キングはモーリス・センダックの『おしゃまなロージー』のアニメ化されたTV番組用のセンダックによる歌詞の曲を同名のアルバムとしてリリースした。
『サラブレッド』（1976）は、オードレーベルの下で制作した最後のスタジオアルバムとなった。デヴィッド・クロスビー、グラハム・ナッシュ、ジェームス・テイラー、ワディ・ワクテルなどの長年の友人を集めたことに加えて、キングはジェリー・ゴフィンと再会してアルバムの4曲を書いた。彼らのパートナーシップは断続的に続いた。キングは1976年にアルバムのプロモーションツアーも行った。
1977年、キングは別のソングライターであるリック・エヴァースと『シンプル・シングス』でコラボレーションした。このアルバムはキャピトル・レコードから配給された新しいレーベルの最初のリリースである。その後まもなく、キングとエバーズは結婚した。彼は1年後にコカインの過剰摂取で他界したが、その時キングと娘のシェリーはハワイにいた。『シンプル・シングス』は『つづれおり』以来ビルボードのトップ10に到達できなかった初のアルバムであり、翌年のコンピレーションアルバム『グレイテスト・ヒッツ』と2010年の『ライヴ・アット・ザ・トルバドール』を除くとRIAAによる彼女の最後のゴールド認定レコードだった。
ゴールド認定のレコードステータスにもかかわらず『シンプル・シングス』はローリング・ストーン誌によって「1977年最悪のアルバム」に選ばれた:394。アルバムの共同プロデューサーとしてデビューした『ウェルカム・ホーム』（1978）および『タッチ・ザ・スカイ』（1979）もトップ100に達しなかった。『パールズ (Pearls – The Songs of Goffin and King)』（1980）からははヒットシングル、「ワン・ファイン・デイ」のニュー・バージョンが生まれた。

### 1980年代
キングはアルバム『ワン・オン・ワン』（1982年）と、1983年に『つづれおり』時代のプロデューサーであるルー・アドラーと再び組んだ『スピーディング・タイム』のためにアトランティック・レコードに移った。1984年の好評を博したコンサートツアーの後、クリスチャン・サイエンス・モニターの記者キャサリン・フォスターは、キングを「ロックの女王」と名付けた。彼女はまた、キングのパフォーマンスを「すべての勇気と活気に満ちたもの」と呼んだ。
1985年、キングは『ケア・ベアーズ・ムービー』のテーマである「ケア・ア・ロット」を書いて演奏した。また1985年にはマーティン・リット監督の映画『マーフィのロマンス』のサウンドトラックの総譜を作成し、デビッド・サンボーンと共に演奏した。サウンドトラックは再びアドラーがプロデュースし、"Running Lonely"と"Love For The Last Time（Theme from 'Murphy's Romance'）"が含まれていたが、サウンドトラックアルバムは公式にはリリースされなかった。 キングは映画の中で役場の従業員ティリーとしてカメオ出演した。
1989年にキングはキャピトルレコードに戻り、エリック・クラプトンが2曲、ブランフォード・マルサリスが1曲参加した『シティ・ストリーツ』（1989年）をレコーディングし、続いてスラッシュが出演する『カラー・オブ・ユア・ドリームス』（1993）をレコーディングした。キングの曲「Now and Forever」は、1992年の映画『プリティ・リーグ』のオープニングクレジットに含まれており、グラミー賞にノミネートされた。
1988年、オフブロードウェイ・プロダクション『Aマイナー・インシデント』に出演し、1994年にブロードウェイでの『ブラッド・ブラザーズ』でジョンストン夫人を演じた。1996年、アイルランドでピーター・シェリダン演出の『思い出のブライトン・ビーチ (Brighton Beach Memoirs) 』に出演した。

### 1990年代
1990年には初の来日公演が実現し、ジェリー・ゴフィンと連名でロックの殿堂入りも果たした。
1991年初頭、ディナ・キャロルがクォーツのアルバム"Perfect Timing"で「イッツ・トゥー・レイト」をレコーディングした。このカバーは世界中のダンスチャートで1位となり、1991年の全英シングル・チャートで8位に達した。キングもミュージック・ビデオの撮影に出演することが期待されていたが、その時の厳しいツアース・ケジュールを理由に辞退した。
1991年、キングはシンガー・ソングライターであるマライア・キャリーのセカンドアルバム『エモーションズ』で「イフ・イッツ・オーヴァー」を共同で書き、共同プロデュースした。キングはキャリーが最初のシングル「ヴィジョン・オブ・ラヴ」をライブで演奏するのを見て、キャリーと彼女の楽曲に興味を持ち始めた。キングはキャリーに連絡し、アレサ・フランクリンのためにジェリー・ゴフィンとともに書いた曲「ナチュラル・ウーマン」のカバーに興味があるかどうか尋ねた。キングの音楽的影響の1つが完璧に実行された歌をカバーすることに不安を感じたので、キャリーは辞退した。それでもキャリーと仕事をしようと決意していたキングは、ある種のバラードを作詞作曲することを望んで、ニューヨークにむけて飛び立った。「イフ・イッツ・オーヴァー」の着想を得るまで、2人のソングライターは1日を通してピアノで音楽のアイデアとメロディを交換した。
1997年に、キングはソラヤの1997年のアルバムTorre De Marfilのためにソラヤと共に"Wall Of Smiles / Torre De Marfil"を書いた。同年、キングはセリーヌ・ディオンのアルバム『レッツ・トーク・アバウト・ラヴ』のために「ザ・リーズン」を書き、バッキング・ボーカルをレコーディングした。この曲はフランスでの100万枚を含む世界中で売り上げを伸ばした。フランスでは1位、イギリスでは11位、アイルランドでは13位になった。このペアは、最初のVH1ディーヴァズ・ライヴ慈善コンサートでデュエットした。
キングはまた、アレサ・フランクリンやマライア・キャリーなどと「ナチュラル・ウーマン」を歌ったように、セリーヌ・ディオン、グロリア・エステファン、シャナイア・トゥエインと「君の友だち」を演奏した。1998年に、キングは"Anyone at All"を書き、トム・ハンクス、メグ・ライアン主演の『ユー・ガット・メール』で演奏した。
1996年には自らの半生をモデルにした架空伝記映画「グレイス・オブ・マイ・ハート」が公開された。劇中曲をオファーされたが断っている。

### 2000年代
2000年に、キングは彼女のヒット曲"Where You Lead"のバージョンをテレビ番組『ギルモア・ガールズ』のテーマソングとしてレコーディングするように求められた。キングは母娘の話に合うようにいくつかの歌詞を書き直した。キングはこの歌を娘のルイーズ・ゴフィンとよく演奏している。この歌の歌詞の背後にある感情が盛り上がったウーマン・リブの台頭と好意から外れたため、オリジナルのリリース後に歌を演奏することはめったになかった。キングは、「より関連性の高いもの」になるように曲を修正することに同意した。この曲は女性の友情や家族と強く結びついた。
2001年、キングは娘のルイーズゴフィンとともに、GAPのテレビ広告に出演した。キングは新曲「ラヴ・メイクス・ザ・ワールド」(Love Makes the World)を演奏し、2001年秋にコッホ・レコードが配給した自身のレーベル、Rockingaleでのスタジオ・アルバムのタイトル・トラックとなった。アルバムには、1990年代半ばにキングが他のアーティストのために書いた曲が含まれており、セリーヌ・ディオン、スティーヴン・タイラー、ベイビーフェイス、k.d.ラング らをフィーチャーしている。『ラヴ・メイクス・ザ・ワールド』は米国で158、英国で86位になり、ビルボードのトップ・インディペンデント・アルバム・チャートおよびトップ・インターネット・アルバム・チャートに20位で初登場した。 アルバムの拡張版は6年後に発行され、「Love Makes the World Deluxe Edition」と呼ばれた。トニ・スターンと共作した"Where You Lead（I Will Follow）"のリメイクを含む、5つの追加トラックを含むボーナスディスクが含まれている。
同年、キングとスターンは、日本のバンド、JUDY AND MARYの元リードボーカリストであるYUKIがレコーディングした「サヨナラダンス」を翌年の初のソロアルバム『PRISMIC』のために書いた。また2001年、キングはセミソニックのフロントマンであるダン・ウィルソンとアルバムAll About Chemistryの曲を作曲した。
キングは、2004年7月にシカゴのオーディトリアム・シアターでリヴィング・ルーム・ツアーをスタートした。そのショーは、ロサンゼルスのグリーク・シアターとケープコッド・メロディテント（マサチューセッツ州ハイアニス）でのショーとともに、2005年7月にライブアルバム『リヴィング・ルーム・ツアー』としてレコーディングされた。このアルバムは、米国での最初の週に44,000枚を売り上げ、ビルボード200に17位で登場した。1977年以来で最高のチャート順位のアルバムとなった。アルバムはオーストラリアでも51位となり、米国では330,000枚を売り上げた。 2006年8月、アルバムは151位でビルボード200に再びチャートインした。ツアーはカナダ、オーストラリア、ニュージーランドで終了した。ツアーのDVDは"Welcome to My Living Room"というタイトルで2007年10月にリリースされた。
2007年11月、キングはキッコーマン北米進出50周年記念イベントの一環で、1990年以来17年振りにメアリー・J・ブライジおよびブラック・アイド・ピーズのファーギーとともに日本でツアーを行った。13日の日本武道館公演が、2008年4月11日、NHK-BShiにて放映された。日本のレコードレーベルのソニーとビクターは、以前はコンパクトディスクで入手できなかった1970年代後半の作品を含むキングのアルバムのほとんどを再発行した。キングは、アン・マレーの2007年のアルバム『アン・マレー・デュエット：フレンズ＆レジェンズ (Anne Murray Duets: Friends and Legends) 』で、アン・マレーとゴフィン/キング作の「タイム・ドント・ラン・アウト・オン・ミー」のデュエットを録音した。この歌は以前、マレーによって1984年のアルバム『ハート・オーバー・マインド』のために録音されている。

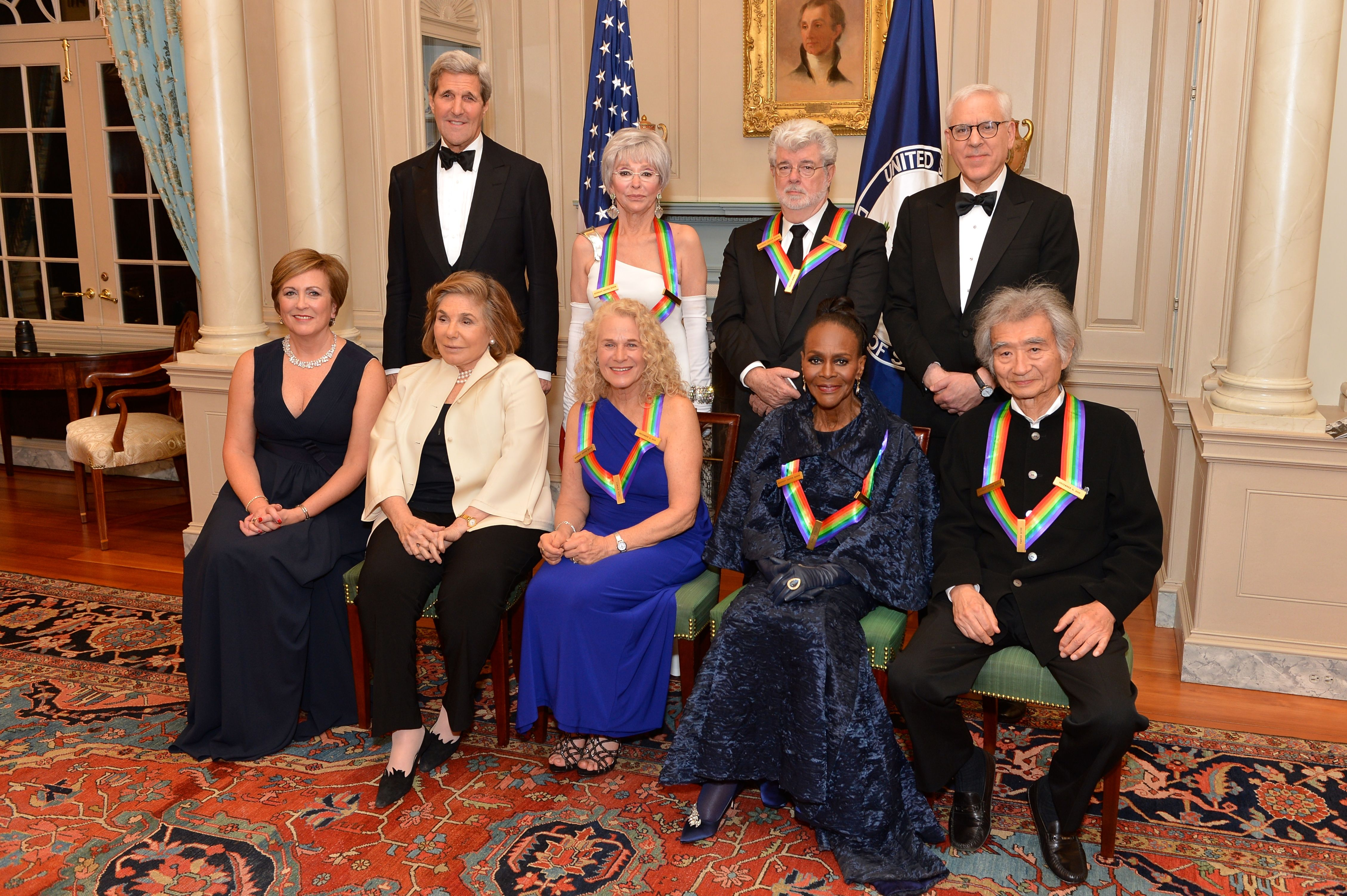
「ケネディ・センター名誉賞」授賞式にて小澤征爾らと (2015年12月)

2010年4月から、ジェイムス・テイラー、ザ・セクション（ダニー・コーチマー：G／ラン・カスケル：G／リー・スカラー：B）らによる「トルバドール・リユニオン」ツアーで来日を果たした。

### 2010年 - 現在

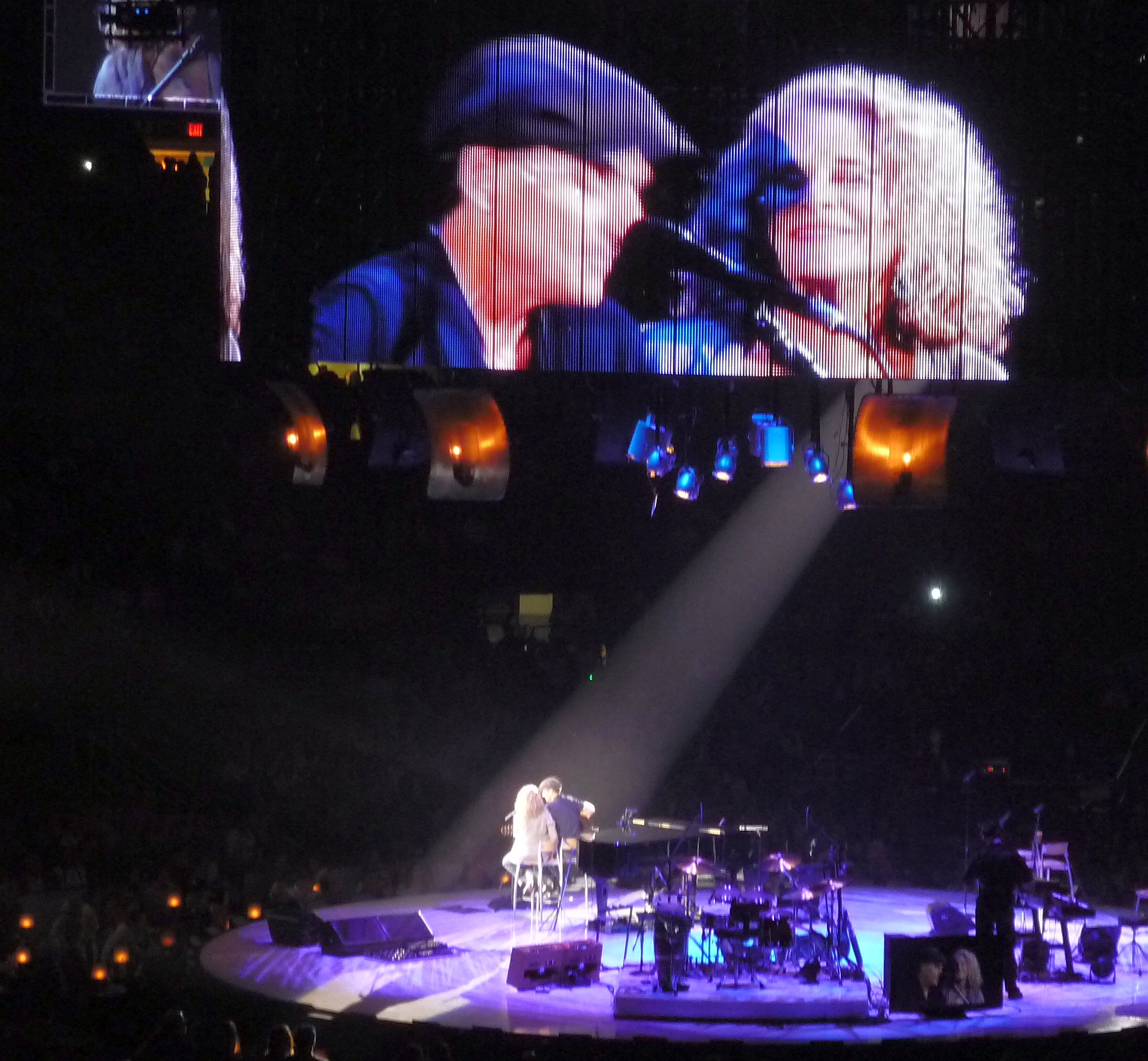
2010年のトルバドール・リユニオン・ツアーで演奏するキングとジェームス・テイラー

2010年、キングとジェームス・テイラーは、1970年にウェスト・ハリウッドのトルバドール (The Troubadour, West Hollywood) で初めて共演したことを思い出して、トルバドール・リユニオン・ツアーを行った。二人は、2007年にクラブの創立50周年を記念して1970年に使ったバンドと再会した。これが非常に楽しめたので、彼らは2010年にこのバンドでツアーを行うことにした。ツアーバンドは、そのオリジナルバンドのプレーヤーであるラス・カンケル、リーランド・スカラー、ダニー・コーチマーをフィーチャーした。また、キングの義理の息子、ロビー・コンドールも参加した。お互いの曲でキングがピアノを弾きテイラーがギターを演奏し、彼らはお互いに関係のある何曲かを一緒に歌った。ツアーは3月にオーストラリアで始まり、5月に米国に戻った。キングは彼女のキャリアの最大クラスの聴衆の前で演奏し、大きな商業的成功を収めた。チケットの総売り上げは70万枚を超え、ツアーの売り上げは5900万ドルを超えて、年間で最も成功したツアーの1つとなっている。
トルバドール・リユニオン・ツアーの期間中、キャロル・キングは2枚のアルバムをリリースした。2010年4月27日にリリースされた最初のThe Essential Carole Kingは2枚組のコンピレーションアルバムである。2枚組の1枚目のディスクには、キャロル・キングが録音した多くの曲が収録されており、そのほとんどがヒットシングルだった。2枚目のディスクには、キングが書いた他のアーティストによるレコードが収録されており、そのほとんどがトップ40になり、その多くがNo.1に達していた。 2つ目のアルバムは2010年5月4日にリリースされたキングとジェームス・テイラーのコラボレーションの『トルバドール・リユニオン』で、米国で4万8000枚の売り上げで4位でチャート初登場した。その後、『トルバドール・リユニオン』は、米国での500,000枚を超える出荷についてRIAAからゴールドレコードを受け取り、34週間チャートに止まった。
2010年12月22日、キャロル・キングの母親、ユージニア・ギンゴールドは、94歳でフロリダ州デルレイビーチのデルレイ・メディカル・センターのホスピスケア・ユニットで亡くなった。キングは、死因はうっ血性心不全であると述べた。ギンゴールドの死去は、2011年1月1日にマイアミ・ヘラルドによって報じられた。
2011年の秋に、キングはホリデーシーズンのスタンダード曲と、アルバムのプロデューサーでもある娘のルイーズ・ゴフィンが書いた新曲が含まれている『ホリデイ・キャロル（A Holiday Carole）』をリリースした。アルバムは、ベスト・トラディショナル・ポップ・アルバムのグラミー賞にノミネートされた。
キングの自伝『ナチュラル・ウーマン』は、2012年4月10日に米国のグランド・セントラル出版から出版された（日本では河出書房から2013/2/23刊行、ISBN 4309273823, 978-4309273822）。この本はニューヨーク・タイムズのベストセラーリストに登録された。
2012年5月10日木曜日、キャロル・キングが音楽から引退し、音楽の日々が終わった可能性が最も高いと発表された。キング自身も新たに曲を作ることに疑問を抱き、ジェームス・テイラーとの2010年のトルバドール・レユニオン・ツアーはおそらく彼女の人生の最後のツアーであり、「出て行くのには良い方法だ」と言った。キングはまた、おそらく新しい楽曲を作ったりレコーディングしたりしないだろうとも述べた。 しかし、5月22日、キングはFacebookページで、実際に引退したとは決して言わず、「休憩中」だと主張した。
キングは2012年にアイダホのニコール・ルファヴォールとバラク・オバマの選挙活動に参加した。
2012年12月上旬、キングはハリウッド・ウォーク・オブ・フェームで星を獲得した。キングは2013年2月にオーストラリア・ツアーを実施した。2013年4月のボストンマラソン爆弾テロ事件の後、キングはボストンでジェームス・テイラーと共演し、テロの犠牲者を支援した。
2012年後半、議会図書館は、2013年度のガーシュウィン賞を、キャロル・キングが女性としては初めて受賞することを発表した。2013年2月、長年の音楽界の功績によりグラミー賞の功労賞を受けた。バラク・オバマ大統領と夫人は2013年5月22日にホワイトハウスで授賞コンサートを開催し、大統領が賞を授与し、引用を読み上げた。 2013年5月、キングはバークリー音楽大学から名誉音楽博士号を授与された。2013年6月、マサチューセッツ州で、国務長官を辞任したジョン・ケリーの空席を埋めるアメリカ合衆国上院議員補欠選挙で、民主党の指名候補であるエド・マーキー議員の選挙運動を行った。
2013年には彼女の半生をその名曲とともに描いたミュージカル『ビューティフル』がサンフランシスコで上演、2014年にブロードウェイ公演を行うとトニー賞主演女優賞をはじめ、グラミー賞やローレンス・オリヴィエ賞を受賞するなど好評を博し、ロンドン公演や全米ツアーも行われ、各地でロングラン公演が続けられている。日本でも2017年7〜8月に帝国劇場で、キャロル役を水樹奈々と平原綾香のダブルキャストで上演された。
2014年1月にキングはミュージケアーズ・パーソン・オブ・ザ・イヤーとして表彰された。2015年12月6日、キングはケネディ・センター名誉賞受賞者として表彰された。
2016年、7月3日にロンドンのハイドパークで開催されたブリティッシュ・サマー・タイム・フェスティバル (British Summer Time (concerts)) のヘッドパフォーマーとして『つづれおり』の全曲を初めてライブで演奏した。つづれ織りのライブレコーディングされたコンサートは、2016年10月にイギリスSkyArts TVで放送された。アルバムは2017年にリリースされている。
2018年10月に、キングは自身の曲“One”の新バージョンをリリースした。2011年以来の最初の新しい録音で、キングは“One”（オリジナルは1977年のアルバム『シンプル・シングス』）の歌詞を“One(2018)”として11月6日(米国の中間選挙）のために「愛が勝った」と書き直すべくインスパイアされた。

## 俳優としての出演
キングは時々俳優としても出演している。キングの最も初期の出演は、モーリス・センダックの作品に基づいたアニメーションTVスペシャルである1975年の『おしゃまなロージー』の主役の吹き替え（歌も）だった。また1975年、当時の結婚名のキャロル・ラーキーとしてメアリー・タイラー・ムーア・ショーのエピソード「子供と犬が嫌いな人」に出演した。1984年、キングはフェアリーテール・シアターのエピソード「ゴルディロックスと3びきのくま」に、テイタム・オニール、ホイト・アクストン、アレックス・カラス、ジョン・リスゴーと並んで出演した。キングは後に、テレビシリーズ『ギルモア・ガールズ』のゲストスターとして、スターズ・ホロー・ミュージック・ストアの所有者であるソフィーとして3回出演した。キングの曲"Where You Lead (I Will Follow)"の娘のルイーズと歌ったバージョンがシリーズのテーマソングとして使われている。 キングは、2016年のギルモア・ガールズNetflixでのリバイバル、『ギルモア・ガールズ：ア・イヤー・イン・ザ・ライフ』で同じ役で再出演した。キングはまた、オリジナル・ブロードウェイ・プロダクション『ブラッド・ブラザーズ』でジョンストン夫人役の代役として出演した。

## 私生活と家族
キングは、ジェリー・ゴフィン、チャールズ・ラーキー、リック・エヴァーズ、リック・ソレンソンと4回結婚している。2012年の自伝で、キングは3番目の夫であるリック・エヴァーズに定期的に身体的虐待を受けたと書いている:282。エヴァーズは、2人が別れた後の1978年にコカインの過剰摂取で死亡している:310–311。
彼女の子供たちはミュージシャンのルイーズ・ゴフィンとシェリー・ゴフィン・コンドール、アーティストのモリー・ラーキー、リーヴァイ・ラーキーである。
2018年11月現在、キングはアイダホ州に住んでいる。
彼女の正式名はキャロル・キング・クライン (Carole King Klein) である。

## 政治および環境活動
1977年にアイダホに引っ越してからキングは環境問題に関与するようになった。1990年以来、キングは北部ロッキー生態系保護法 (Northern Rockies Ecosystem Protection Act) （NREPA）の成立に向けて、野生のロッキーのための野生の連合およびその他のグループと協力してきた。キングはNREPAのためにキャピトル・ヒルで1994年、2007年、2009年の3回証言した。
キングはまた、アメリカ合衆国民主党で政治的に活動している。2003年、ジョン・ケリーのための選挙運動を開始し、民主党の予備選挙中に党員集会代議員のために自宅で演奏した。2004年7月29日、ケリーが大統領への民主党の指名のための受け入れスピーチを行う約2時間前に、短いスピーチをして民主党全国大会で歌った。 キングは総選挙を通してケリーへの支援を続けた。ケリーが2013年に国務長官に指名されたとき、キングは補欠選挙でケリーの後を引き継がせるべく、民主党の候補者であるエド・マーキーと選挙運動を行った。
2008年、キングは『コルベア・レポー』の3月18日のエピソードに出演し、再び彼女の政治活動に言及した。キングはヒラリー・クリントンを支持していると発言し、その選択は性別とは関係ないと述べた。キングはまた、バラク・オバマが選挙に勝てば問題はないと述べた。ショーの結論の前に、彼女は舞台に戻り、「空が落ちてくる (I Fell the Earth Move)」を演奏した。
2014年10月6日、キングはジョー・バイデン副大統領が出席した、カリフォルニア州ビバリーヒルズにあるビバリー・ウィルシャー・ホテルでの民主党の募金活動に参加した。
2017年1月21日、キングはアイダホ州スタンリーで開催された2017年女性大会に参加し、「小さな声」と書かれた看板を掲げた。ハフィントン・ポストへの寄稿で「1つの小さな声と数百万の他の小さな声が、まさに私たちが世界を変える方法であると信じることを止めたことはなかった」ので、キングはそのメッセージを掲げたと書いた。

## トリビュートとカバー

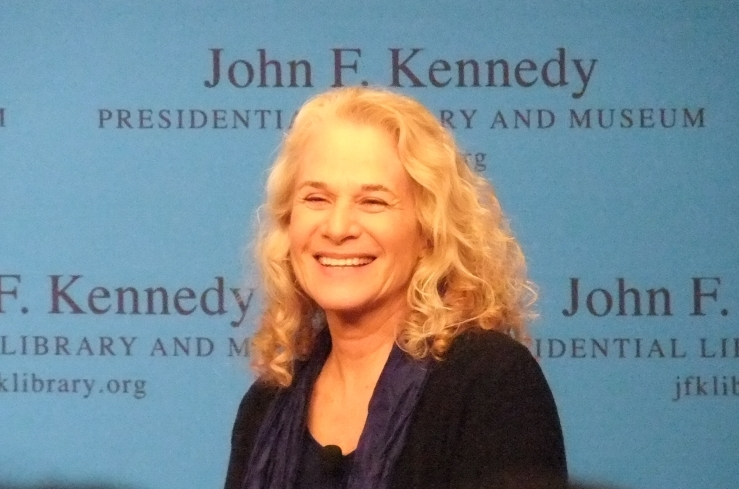
2012年4月12日、マサチューセッツ州ボストンのジョン・F・ケネディ図書館でのインタビュー中のキング

アーティスト・オールスター名鑑は、1995年のアルバムTapestry Revisited：A Tribute to Carole Kingでキングに敬意を表した。アルバムから、ロッド・スチュワート・バージョンの「去りゆく恋人」とセリーヌ・ディオンの「ナチュラル・ウーマン」のレコーディングは、どちらもアダルト・コンテンポラリーチャート・ヒットした。アルバムに登場した他のアーティストには、エイミー・グラント（「イッツ・トゥー・レイト」）、リチャード・マークス（「ビューティフル」）、アレサ・フランクリン（「君の友だち」）、フェイス・ヒル（「地の果てまでも」）、ビージーズ（「ウィル・ユー・ラヴ・ミー・トゥモロー」）などが含まれている。
元モンキーズのミッキー・ドレンツは、2010年にキングが単独または共同で書いた曲で構成されるトリビュート・アルバム『キング・フォー・ア・デイ』をリリースした。アルバムには、1967年にモンキーズによって最初に録音されたキング作の曲であるSometime in the Morningが含まれている。ドレンツは以前、彼の子守唄をテーマにしたCDMicky Dolenz Puts You to Sleepに、キング作の別のモンキーズの曲「ポルポワーズの歌」を録音していた。
ニール・セダカのヒット曲「おおキャロル」は、キャロル・キングのことを歌ったもので、お返しに彼女は、アンサーソング「おおニール」を発表したエピソードがある。
Kingの作品の他の多くのカバーバージョンは、長年にわたって登場している。
- A-haは1989年に録音し、1990年にリリースしたアルバム『イースト・オブ・ザ・サン、ウェスト・オブ・ザ・ムーン』でCrying in the Rainをカバーした。
- 「君の友だち」は、1971年のジェームス・テイラーのナンバーワンヒットであり、同年のロバータ・フラックとダニー・ハサウェイのトップ40ヒットだった。
- アレサ・フランクリンは、「ナチュラル・ウーマン」と「君の友だち」をカバーした。
- アイザック・ヘイズは、No.1 R＆BライブアルバムLive at the Sahara Tahoeで「イッツ・トゥー・レイト」をレコーディングした。この曲は、1972年のビリー・ポールのベストセラーアルバム『360度ビリーポール (360 Degrees of Billy Paul)』にも収録されており、その年のアルバム『ブラザー、ブラザー』にアイリー・ブラザース（英語版）が収録したキャロル・キングの3曲のうちの1曲だった（残りは「ブラザー・ブラザー」と「スウィート・シーズンス」）。
- 1972年、バーブラ・ストライサンドは「地の果てまでも (Where You Lead)」で2回、トップ40ヒットを記録した - それ自体で、また「Sweet Inspiration」でのライブメドレーの一部として。他に、1971年に"No Easy Way Down"、1972年に「ビューティフル」と「君の友だち」、そして1974年に「愛 (Being At War With Other Other)」を取り上げている。
- ヘレン・レディは2曲のキャロル・キング作をカバーしている。最初の曲は1971年の"No Sad Song"。 2曲目は1976年の"en:I Can't Hear You No More"。
- カーペンターズは1972年にキングの「小さな愛の願い」を録音し、ビルボードチャートで12位に達した。
- リチャード・カーペンターは、1989年に10代の歌手/俳優のスコット・グリムズと「君の友だち」のバージョンを制作した。マルティカは1989年に「空が落ちてくる」で25位のヒットを記録し、1995年のグロリア・エステファンによってアダルト・コンテンポラリー・チャートに「イッツ・トゥー・レイト」が再登場した。
- リンダ・ロンシュタットは1993年に「オー!ノー・ノット・マイ・ベイビー」の新バージョンを録音した。セリーヌ・ディオンは、1997年のアルバム『レッツ・トーク・アバウト・ラヴ』でキングの曲「ザ・リーズン」をキングのバックアップボーカルと共にレコーディングした。このリメイクは、フランスでダイヤモンドの認定を受けた。キングの娘をとともに再録音された「地の果てまでも (Where You Lead)」（トニ・スターン作詞）は、テレビ番組ギルモア・ガールズのタイトル曲となった。
- マンディ・ムーアは、2003年のアルバム『カヴァレッジ（英語版）』で「空が落ちてくる」を取り上げた。また、ザ・クルセイダーズは彼らの1971年のアルバム『クルセイダーズ1』から「去りゆく恋人 (So Far Away)」でインストゥルメンタル・ヒットを飛ばした。
- ブライアン・フェリーは、1993年のアルバム"Taxi"で「ウィル・ユー・ラヴ・ミー・トゥモロー」を取り上げた。

### 伝記映画
1996年、キングの人生に非常に大まかに基づいた映画、『グレイス・オブ・マイ・ハート』が、アリソン・アンダースの脚本・監督によって製作された。この映画では、有名になりたい歌手が自分の歌手としてのキャリアを犠牲にして、他の歌手のキャリアをスタートさせるヒット曲を作る。キングの人生を反映して、映画は彼女の最初のブレークに始まり、レコード業界からの拒絶と不幸な結婚の痛みを経て、自分自身のヒットアルバムをレコーディングするという彼女の夢を実現することで最終的な勝利に続いている。
ストーリーには、キングの作詞作曲の仲間と、彼らが楽曲を書いた歌手、1958年から1964年にかけてのブリル・ビルディングと、1965年から1971年のカリフォルニアの音楽シーンに存在した、創造的な環境に関与したさまざまなプロデューサーに基づいた楽曲とキャラクターが含まれている。

### ブロードウェイの伝記ミュージカル
キングの人生とキャリアのミュージカル・バージョンは、2013年9月にサンフランシスコで開催されたブロードウェイ前のトライアウトで、『ビューティフル』(Beautiful：The Carole King Musical)というタイトルで開幕した。主役はジェシー・ミューラーが務めた。 ブロードウェイのプレビューは、2013年11月21日にスティーヴン・ソンドハイム劇場でスタートし、2014年1月12日に正式に開幕した。脚本はダグラス・マクグラスによる。 レビューはまちまちだったが、おおむね好意的だった。ジェシー・ミューラーは、キングの描写でミュージカル主演女優賞でトニー賞を受賞し、ブライアン・ロナンはミュージカル音響デザイン賞でトニー賞を受賞した。

## 受賞歴

### グラミー賞
| 年   | ノミネート対象             | 賞                                                     | 結果       |
| ---- | -------------------------- | ------------------------------------------------------ | ---------- |
| 1972 | 『つづれおり』             | 最優秀アルバム賞                                       | 受賞       |
| 1972 | 「イッツ・トゥー・レイト」 | 最優秀レコード賞                                       | 受賞       |
| 1972 | 「君の友だち」             | 最優秀楽曲賞                                           | 受賞       |
| 1972 | 『つづれおり』             | 最優秀女性ポップ・ヴォーカル・パフォーマンス賞         | 受賞       |
| 1975 | 「ジャズマン」             | 最優秀女性ポップ・ヴォーカル・パフォーマンス賞         | ノミネート |
| 1976 | 『おしゃまなロージー』     | 最優秀子供のためのアルバム賞                           | ノミネート |
| 1993 | "Now and Forever"          | 最優秀楽曲賞映画、テレビ、その他映像部門               | ノミネート |
| 1998 | 『つづれおり』             | グラミーの殿堂                                         | 殿堂入り   |
| 2002 | 「君の友だち」             | グラミーの殿堂                                         | 殿堂入り   |
| 2002 | 「イッツ・トゥー・レイト」 | グラミーの殿堂                                         | 殿堂入り   |
| 2004 | Carole King                | 特別功労賞理事会賞                                     | Honored    |
| 2013 | Lifetime Achievement       | 特別功労賞生涯業績賞                                   | Honored    |
| 2013 | A Holiday Carole           | 最優秀トラディショナル・ポップ・ヴォーカル・アルバム賞 | ノミネート |
| 2014 | 『ビューティフル』         | 最優秀ミュージカル・ショー・アルバム賞                 | 受賞       |
| 2014 | Carole King                | ミュージケア賞                                         | Honored    |

### プライムタイム・エミー賞
| 年   | ノミネート対象    | 賞       | 結果       |
| ---- | ----------------- | -------- | ---------- |
| 2000 | "Song of Freedom" | 歌曲部門 | ノミネート |

### サテライト賞
| 年   | ノミネート対象  | 賞       | 結果       |
| ---- | --------------- | -------- | ---------- |
| 1998 | "Anyone At All" | 主題歌賞 | ノミネート |

### 表彰
- 1987年、ゴフィンとキングはソングライターの殿堂入りした。
- 1988年、ゴフィンとキングは、全米ソングライターアカデミー生涯功労賞を受賞した[98]。
- 1990年、キングはゴフィンとともに、彼女の作詞作曲の功績により、非演者部門のロックの殿堂入りをはたした。
- 2002年、キングはソングライターの殿堂から「ジョニー・マーサー賞」を授与された。
- 2004年、ゴフィンとキングはグラミー賞の特別功労賞理事会賞を受賞した。
- キングは2007年にロングアイランド音楽の殿堂入りした[99]。
- 2012年12月3日、キングはハリウッド・ウォーク・オブ・フェイムで2,486番目の星を獲得した[100]。
- 2013年2月9日に、キングはグラミー賞特別功労賞生涯業績賞を受賞した[101]。
- 2013年5月21日火曜日、議会図書館はキャロル・キングに敬意を表して、クーリッジ音楽堂で招待制コンサートを開催した。オールスターのトリビュートには、サイーダ・ギャレット、コルビー・キャレイ、ヒアン・マルコ (Gian Marco) 、シェルビー・リン (Shelby Lynne) 、パティ・オースティン、アルトゥーロ・サンドヴァル、およびキングの娘であるルイーズ・ゴフィンによる公演が含まれていた。[102]
- 翌晩の2013年5月22日にはホワイトハウスで、キングはジェームス・テイラー、グロリア・エステファン、エミリー・サンデー、トリーシャ・イヤーウッド、ジェシー・マッカートニー、ビリー・ジョエルを含む他のスターパフォーマーと共演した[103]。バラク・オバマ大統領はキャロル・キングに女性歌手に最初に授与された第5回ポピュラー・ソングの議会図書館ガーシュウィン賞を授与した[104][105]。ホワイトハウスのコンサートと授賞式は、キャロル・キングを祝うイベントの2日間を締めくくった。
- 2014年、キングはアメリカン・アカデミー・オブ・アチーブメントのゴールデンプレート賞を受賞した[106]。
- 2015年12月6日、キングは舞台芸術を通じてアメリカ文化に生涯貢献したことを称えてケネディ・センター名誉賞を贈られた[107][108]。

## ディスコグラフィ

### スタジオ・アルバム
- 『ライター』 - Writer (1970年)
- 『つづれおり』 - Tapestry (1971年)
- 『ミュージック』 - Music (1971年)
- 『喜びは悲しみの後に』 - Rhymes and Reasons (1972年)
- 『ファンタジー』 - Fantasy (1973年)
- 『喜びにつつまれて』 - Wrap Around Joy (1974年)
- 『サラブレッド』 - Thoroughbred (1976年)
- 『シンプル・シングズ』 - Simple Things (1977年)
- 『ウェルカム・ホーム』 - Welcome Home (1978年)
- 『タッチ・ザ・スカイ』 - Touch the Sky (1979年)
- 『パールズ』 - Pearls (1980年)
- 『ワン・トゥ・ワン』 - One To One (1982年)
- 『スピーディング･タイム』 - Speeding Time (1983年)
- 『シティ・ストリーツ』 - City Streets (1989年)
- 『カラー・オヴ・ユア・ドリームス』 - Colour Of Your Dreams (1993年)
- 『ラヴ・メイクス・ザ・ワールド』 - Love Makes The World (2001年)
- 『ホリデイ・キャロル』 - A Holiday Carole (2011年)

### ライブ・アルバム
- 『イン・コンサート』 - In Concert (1994年)
- 『カーネギーホール・コンサート』 - The Carnegie Hall Concert June 18,1971 (1996年)
- 『リヴィング・ルーム・ツアー』 - Living Room Tour (2005年)
- 『トルバドール・リユニオン』 - Live at the Troubadour (2010年)
- 『つづれおり：ライヴ・イン・ハイド・パーク』 - Tapestry : Live at Hyde Park (CD + Blu-ray) (2016年)

### コンピレーション
- Dimension Dolls (1963年/Dimension LP 6001)
- 『おしゃまなロージー』 - Really Rosie (1975年) ※サウンドトラック
- 『グレイテスト・ヒッツ』 - Her Greatest Hits -Songs Of Long Ago (1978年)
- 『私花集』 - A Natural Woman -Ode Collection 1968-1976 (1994年)
- 『タイム・ゴーン・バイ』 - Time Gone By (1994年)
- 『ナチュラル・ウーマン〜ヴェリー・ベスト・オブ』 - A Natural Woman -The Very Best Of- (1999年)
- 『ブリル・ビルディング・レジェンズ』 - Brill Building Legends - Complete Recordings 1958-1966 (1999年)

### シングル
- "Right Girl" / "Goin' Wild" (1958年、ABC-Paramount 9921)
- "Under The Stars" / "Baby Sittin'" (1958年、ABC-Paramount 9986)
- "Short Mort" / "Queen Of The Beach" (1959年、RCA 47-7560)
- "Oh Neil" / "A Very Special Boy" (1959年、Alpine 57)
- "It Might As Well Rain Until September" / "Nobody's Perfect" (1962年、Companion 2000)
- "It Might As Well Rain Until September" / "Nobody's Perfect" (1962年、Dimension 2000)
- "School Bells Are Riging" / "I Didn't Have Any Summer Romance" (1962年、Dimension 1004)
- "He's A Bad Boy" / "We Grew Up Together" (1963年、Dimension 1009)
- "A Road To Nowhere" / "Some Of Your Lovin'" (1966年、Tomorrow 7502)

### シティ
- 『夢語り』 - Now That Everything's Been Said (1968年)

## 主な作品
- ウィル・ユー・ラヴ・ミー・トゥモロー (Will You Love Me Tomorrow) - ザ・シレルズの1960年の曲。全米1位を記録。『つづれおり』にも収録。
- サヨナラ・ベイビー (Take Good Care of My Baby) - ボビー・ヴィーの1961年の曲。全米1位を記録。
- クライング・イン・ザ・レイン (Crying in the Rain) - エヴァリー・ブラザーズの1961年の曲。全米6位を記録。『スピーディング･タイム』にも収録。
- ロコ・モーション (The Loco-Motion) - リトル・エヴァの1962年の曲。全米1位を記録。グランド・ファンク・レイルロード、さらにはカイリー・ミノーグなど多くのアーティストがカヴァーした。この曲について、ORANGE RANGEがこの曲を盗用したという疑いがあったが、キングを曲のクレジットに入れる事で、カヴァー扱いとし、収拾。詳しくはORANGE RANGEの盗作問題を参考の事。
- ゴー・アウェイ・リトル・ガール（Go Away Little Girl) - スティーブ・ローレンスのバージョン（1962年）、ダニー・オズモンドのバージョン（1971年）がそれぞれ全米1位を記録した。
- アップ・オン・ザ・ルーフ (Up on the Roof) - ドリフターズの1962年のヒット曲。『ライター』にも収録。ローラ・ニーロやジェームス・テイラーなどがカバーしている。。
- チェインズ (Chains) - クッキーズ (アメリカ)の1962年のヒット曲。ビートルズがイギリスデビュー盤『プリーズ・プリーズ・ミー』でカバー。
- イット・マイト・アズ・ウェル・レイン・アンティル・セプテンバー (It Might as Well Rain Until September) - キャロル・キング自身が1962年に発表したシングル。全米22位を記録。
- ワン・ファイン・デイ (One Fine Day) - シフォンズの1963年のヒット曲。キングのセルフ・カバー・バージョン（1980年）は全米12位を記録した。
- ゴーイン・バック (Goin' Back) - ダスティ・スプリングフィールドの1966年の曲。バーズやニルス・ロフグレン、フィル・コリンズらがカバー。『ライター』にも収録。
- ナチュラル・ウーマン (A Natural Woman) - アレサ・フランクリンの1967年のヒット曲。翌1968年のアルバム『レディ・ソウル』にも収録された。『つづれおり』にも収録。
- プレザント・バレー・サンデイ (Pleasant Valley Sunday) - モンキーズの1967年のヒット曲。全米3位を記録。
- ワズント・ボーン・トゥ・フォロー (Wasn't Born to Follow) - バーズの1968年の曲。映画『イージー・ライダー』に使用され広く知られるようになった。ザ・シティの『夢語り』や『Pearls: Songs of Goffin and King』に収録。
- ポーパス・ソング (Porpoise Song) - モンキーズ主演映画『Head』の主題歌として収録。作詞は、夫のジェリー・ゴフィンが担当。時代を反映してサイケデリックなアレンジが施されている。
- 君の友だち (You've Got a Friend) - 『つづれおり』に収録。ジェームス・テイラーがカヴァーし、ヒットした。
- イッツ・トゥー・レイト (It's Too Late) - 『つづれおり』に収録。
- スウィート・シーズンズ (Sweet Seasons) - 『ミュージック』に収録。シングルカットされ全米9位を記録。
- 小さな愛の願い (It's Going to Take Some Time) - 『ミュージック』に収録。カーペンターズのカヴァーで知られる。

## 日本公演
- 1990年

3月7日,8日 NHKホール、9日 名古屋市民会館、10日 大阪厚生年金会館
- 2007年 50 Years in the USA KIKKOMAN presents　「3 Great American Voices」

（共演：メアリー・J. ブライジ、ファーギー）
11月5日,6日 大阪城ホール、10日 さいたまスーパーアリーナ、12日,13日 日本武道館
- 2008年　WELCOME TO MY LIVING ROOM TOUR JAPAN 2008 - HER BEST HITS LIVE

11月10日,11日 Bunkamuraオーチャードホール、14日,15日 大阪厚生年金会館大ホール、17日 名古屋国際会議場センチュリーホール、21日,22日 東京国際フォーラム・ホールA、24日 神戸国際会館こくさいホール
- 2010年 Troubadour Reunion (ジェームス・テイラーとの共演)

4月14日,16日 日本武道館、17日 パシフィコ横浜国立大ホール

## フィルモグラフィー
| 年   | タイトル                              | 役割             | メモ             |
| ---- | ------------------------------------- | ---------------- | ---------------- |
| 1975 | Chicken Soup with Rice                | ロージー（声）   | ショートフィルム |
| 1977 | Bionic Boy                            |                  |                  |
| 1985 | マーフィのロマンス (Murphy's Romance) | ティリー         |                  |
| 1987 | ラスキーズ                            | コヴァック夫人   |                  |
| 1989 | ザ・ハウス/屋根裏の悪魔               | トムの母親（声） |                  |

| 年      | タイトル                                                       | 役割                                   | メモ |
| ------- | -------------------------------------------------------------- | -------------------------------------- | --- |
| 1975    | おしゃまなロージー                                             | ロージー（声）                         | テレビ映画 |
| 1975    | メアリー・タイラー・ムーア・ショウ (The Mary Tyler Moore Show) | ヘレンおばさん                         | 「子供と犬を嫌う人」（シーズン5エピソード24） |
| 1984    | フェアリーテール・シアター                                     | お母さん                               | 「ゴルディロックスと3びきのくま」（シーズン3、エピソード1）                                                                                              |
| 1989    | トレイシー・ウルマン・ショー (The Tracey Ullman Show)          | ジョアン、匿名の買い物中毒者のメンバー | 「愛のホランドトンネル」（シーズン4、エピソード8） |
| 1991    | 女弁護士ロージー・オニール                                     | トビー・カロウ                         | "The Reunion" (Season 1, Episode 15) |
| 1991    | ABC Afterschool Specials                                       | Johanna Martin                         | "It's Only Rock & Roll" (Season 19, Episode 5) |
| 2002–05 | ギルモア・ガールズ                                             | ソフィー・ブルーム                     | 「有能な秘書求む！」（シーズン2、エピソード20） 「スターズ・ホロー博物館」（シーズン5、エピソード18） 「感謝祭に欲しいもの」 （シーズン6、エピソード10） |
| 2016    | Gilmore Girls: A Year in the Life                              | ソフィー・ブルーム                     | ゲスト |

## 認定
与えられた年はアルバムとシングルがリリースされた年であり、必ずしもピークに達した年ではない
米国ビルボード・トップ10アルバム
- 1971 – 『つづれおり - Tapestry』 (1位)
- 1971 – 『ミュージック - Music』 (1位)
- 1972 – 『喜びは悲しみの後に - Rhymes & Reasons』 (2位)
- 1973 – 『ファンタジー - Fantasy』 (6位)
- 1974 – 『喜びにつつまれて - Wrap Around Joy』 (1位)
- 1976 – 『サラブレッド - Thoroughbred』 (3位)
- 2010 – 『トルバドール・リユニオン - Live at the Troubadour』 (ジェームス・テイラーと共に) (4位)

米国ビルボード・トップ10・ポップ・シングル
- 1971 – 「空が落ちてくる - I Feel the Earth Move」 (1位)
- 1971 – 「イッツ・トゥー・レイト - It's Too Late」 (1位)
- 1971 – 「スウィート・シーズンズ - Sweet Seasons』 (9位)
- 1974 – 「ジャズマン - Jazzman」 (2位)
- 1974 – 「ナイチンゲール - Nightingale」 (9位)

アルバムとシングルの認定
| 曲のタイトル                                        | 認定         |
| --------------------------------------------------- | ------------ |
| 「イッツ・トゥー・レイト - It's Too Late」          | ゴールド     |
| アルバム・タイトル                                  | 認定         |
| 『つづれおり』 Tapestry'                            | ダイヤモンド |
| 『ミュージック』 Music                              | プラチナ     |
| 『喜びは悲しみの後に』 Rhymes and Reasons           | ゴールド     |
| 『ファンタジー』 Fantasy                            | ゴールド     |
| 『喜びにつつまれて』 Wrap Around Joy                | ゴールド     |
| 『サラブレッド』 Thoroughbred                       | ゴールド     |
| 『シンプル・シングス』 Simple Things                | ゴールド     |
| 『グレイテスト・ヒッツ』 Her Greatest Hits          | プラチナ     |
| 『トルバドール・リユニオン』 Live at the Troubadour | ゴールド     |